# 玛格丽特·赫尔策
玛格丽特·赫尔策（Margaret Hoelzer，1983年3月30日—）是一名美国女子游泳运动员，主攻仰泳。她曾参加2004年雅典奥运和2008年北京奥运，其中在2008年北京奥运期间收获两枚银牌和一枚铜牌。